# Ťi-lin (městská prefektura)
Ťi-lin (čínsky pchin-jinem Jílín Shì, znaky 吉林市) je městská prefektura v Čínské lidové republice. Leží na řece Sungari v provincii Ťi-lin v severovýchodní Číně. V celé prefektuře žilo v roce 2020 přes 3,6 milionu obyvatel; v roce 2010 pak zhruba 4,4 miliónu obyvatel. Jedná se o druhé největší město provincie.

## Doprava
Z nádraží Ťi-lin vede vysokorychlostní trať Čchang-čchun – Ťi-lin, která doveze cestující za devět minut na nádraží Lung-ťia u mezinárodního letiště Čchang-čchun Lung-ťia nebo za zhruba půl hodiny na nádraží Čchang-čchun v Čchang-čchunu, přes které vede také vysokorychlostní trať Charbin – Ta-lien.

## Administrativní členění
Městská prefektura Ťi-lin se člení na devět celků okresní úrovně, a sice čtyři městské obvody, čtyři městské okresy a jeden okres.
| Čchang-i Lung-tchan Čchuan-jing Feng-man okres · Jung-ťi městský okres · Ťiao-che městský okres · Chua-tien městský okres · Šu-lan městský okres · Pchan-š’ |        |                       |                    |                                  |
| Název | Název  | Počet obyvatel (2020) | Rozloha km² (2020) | Hustota zalidnění (obyv. na km²) |
| český přepis | znaky  | Počet obyvatel (2020) | Rozloha km² (2020) | Hustota zalidnění (obyv. na km²) |
| Městské obvody |        |                       |                    |                                  |
| Čchang-i | 昌邑区 | 637 544               | 858                | 743                              |
| Lung-tchan | 龙潭区 | 371 607               | 1 173              | 317                              |
| Čchuan-jing | 船营区 | 464 893               | 684                | 679                              |
| Feng-man | 丰满区 | 421 821               | 1 061              | 398                              |
| Městské okresy |        |                       |                    |                                  |
| Ťiao-che | 蛟河市 | 328 925               | 6 367              | 52                               |
| Chua-tien | 桦甸市 | 341 308               | 6 524              | 52                               |
| Šu-lan | 舒兰市 | 406 744               | 4 556              | 89                               |
| Pchan-š’ | 磐石市 | 370 238               | 3 861              | 96                               |
| Okres |        |                       |                    |                                  |
| Jung-ťi | 永吉县 | 280 633               | 2 626              | 107                              |
| |        |                       |                    |                                  |
| Celkem | Celkem | 3 623 713             | 27 710             | 131                              |

## Partnerská města
- Čerkasy, Ukrajina
- Čchongdžin, Severní Korea
- Jamagata, Japonsko
- Nachodka, Rusko (1991)
- Östersund, Švédsko
- Spokane, Spojené státy americké
- Volgograd, Rusko